# Halowe Mistrzostwa Europy w Lekkoatletyce 1990 – bieg na 800 m kobiet
Bieg na 800 metrów kobiet – jedna z konkurencji biegowych rozgrywanych podczas halowych lekkoatletycznych mistrzostw Europy w  hali Kelvin Hall w Glasgow. Eliminacje i półfinały zostały rozegrane 3 marca, a  bieg finałowy 4 marca 1990. Zwyciężyła reprezentantka Związku Radzieckiego Lubow Gurina. Tytułu zdobytego na poprzednich mistrzostwach nie broniła Doina Melinte z Rumunii.

## Rezultaty

### Eliminacje
Rozegrano 3 biegi eliminacyjnych, do których przystąpiło 14 biegaczek. Awans do półfinałów dawało zajęcie jednego z dwóch pierwszych miejsc w swoim biegu (Q). Skład półfinałów uzupełniło sześć zawodniczek z najlepszym czasem wśród przegranych (q).
Opracowano na podstawie materiału źródłowego.

#### Bieg 1
| Miejsce | Zawodniczka    | Czas    | Uwagi |
| ------- | -------------- | ------- | ----- |
| 1       | Ellen Kießling | 2:09,59 | Q     |
| 2       | Lorraine Baker | 2:10,19 | Q     |
| 3       | Maite Zúñiga   | 2:10,40 | q     |
| 4       | Inna Jewsejewa | 2:10,43 | q     |
| 5       | Elsa Amaral    | 2:11,66 |       |

#### Bieg 2
| Miejsce | Zawodniczka    | Czas    | Uwagi |
| ------- | -------------- | ------- | ----- |
| 1       | Gabriela Lesch | 2:05,67 | Q     |
| 2       | Lubow Gurina   | 2:05,76 | Q     |
| 3       | Aisling Molloy | 2:05,90 | q     |
| 4       | Helen Daniel   | 2:08,18 | q     |
| –       | Theresia Kiesl | DSQ     |       |

#### Bieg 3
| Miejsce | Zawodniczka      | Czas    | Uwagi |
| ------- | ---------------- | ------- | ----- |
| 1       | Tudorița Chidu   | 2:06,15 | Q     |
| 2       | Sabine Zwiener   | 2:06,71 | Q     |
| 3       | Dawn Gandy       | 2:07,30 | q     |
| 4       | Rossana Morabito | 2:07,97 | q     |

### Półfinały
Rozegrano 2 biegi półfinałowe, w których wystartowało 11 biegaczek. Awans do finału dawało zajęcie jednego z dwóch pierwszych miejsc w swoim biegu (Q). Skład finału uzupełniły dwie zawodniczki z najlepszym czasem wśród przegranych (q).
Opracowano na podstawie materiału źródłowego.

#### Bieg 1
| Miejsce | Zawodniczka      | Czas    | Uwagi |
| ------- | ---------------- | ------- | ----- |
| 1       | Sabine Zwiener   | 2:03,62 | Q     |
| 2       | Lorraine Baker   | 2:03,78 | Q     |
| 3       | Aisling Molloy   | 2:04,21 | q     |
| 4       | Gabriela Lesch   | 2:04,79 |       |
| 5       | Rossana Morabito | 2:07,18 |       |
| –       | Inna Jewsejewa   | DNS     |       |

#### Bieg 2
| Miejsce | Zawodniczka    | Czas    | Uwagi |
| ------- | -------------- | ------- | ----- |
| 1       | Tudorița Chidu | 2:03,72 | Q     |
| 2       | Lubow Gurina   | 2:03,82 | Q     |
| 3       | Ellen Kießling | 2:04,07 | q     |
| 4       | Maite Zúñiga   | 2:05,26 |       |
| 5       | Dawn Gandy     | 2:05,44 |       |
| 6       | Helen Daniel   | 2:07,08 |       |

### Finał
Opracowano na podstawie materiału źródłowego.
| Miejsce | Zawodniczka    | Czas    | Uwagi |
| ------- | -------------- | ------- | ----- |
| 1       | Lubow Gurina   | 2:01,63 |       |
| 2       | Sabine Zwiener | 2:02,23 |       |
| 3       | Lorraine Baker | 2:02,42 |       |
| 4       | Ellen Kießling | 2:02,58 |       |
| 5       | Tudorița Chidu | 2:02,88 |       |
| 6       | Aisling Molloy | 2:05,98 |       |